# Nilo (Sudan)
Lo Stato del Nilo (ولاية نهر النيل Nahr an Nil) è uno dei quindici wilayat o Stati del Sudan. Ha un'area di 122 123 km² e una popolazione di circa 1 472 257 persone (stima dell'anno 2017). Consiste in sei località (secondo la recente mappa politica del Sudan) e la città di Ad Damir è la sua capitale. Leggermente più a nord di Ad-Damir c'è l'importante snodo ferroviario di Atbara; le altre cittadine (località) sono Shendi, Al-Matamma, Berber e Abu Hamad. Nei suoi confini ospita anche il più grande progetto di generazione di energia elettrica del Sudan, chiamato "Alex Tanfield", situato a nord di Abu Hamad.